# 苗人凤
苗人凤是金庸小說《飛狐外傳》以及《雪山飛狐》中的一個角色，外號金面佛，號稱打遍天下無敵手，人人稱之為苗大俠。一名使長劍的絕世高手，為人豪氣干雲，俠義為懷。為金庸小說中武功絕頂的高手之一。
苗人凤精于剑术，武功之高，不输于好友胡一刀的胡家刀。
曾因誤殺胡一刀而深感內疚。

## 影視形象

### 劇集
- 白彪：香港佳視電視劇《雪山飛狐》（1978年）
- 謝賢：香港無線電視劇《雪山飛狐》（1985年）
- 慕思成：台灣台視電視劇《雪山飛狐》（1991年）
- 尹揚明：香港無線電視劇《雪山飛狐》（1999年）
- 方中信：中國慈文影視《雪山飛狐》（2007年）
- 林雨申：中國企鵝影視《飛狐外傳》（2022年）

### 電影
- 吳殷志：《雪山飛狐》（1964年），香港粵語長片，峨嵋電影公司

- 萬梓良：《新飛狐外傳》（1984年），邵氏公司
- 鄭浩南：《雪山飛狐之塞北寶藏》（2022年），愛奇藝